# Euxoa nigrescens
Euxoa nigrescens är en fjärilsart som beskrevs av Hänel 1920. Euxoa nigrescens ingår i släktet Euxoa och familjen nattflyn. Inga underarter finns listade i Catalogue of Life.